# Râul Mancu
Râul Mancu este un curs de apă, afluent al râului Sadu.  Cursul superior al râului, amonte de confluența cu râul Măncuța este cunoscut și sub numele de Râul Sulița

## Hărți
- Harta Munții Cibin  Arhivat în 30 martie 2010, la Wayback Machine.
- Harta Munții Lotrului  Arhivat în 6 mai 2008, la Wayback Machine.
- Harta județului Sibiu